# 安西厅
安西厅，清朝时设置的厅。
雍正五年（1727年）置，治所在布隆吉尔（今甘肃省瓜州县东），六年移治大湾（今瓜州县）。乾隆二十四年（1759年）升为安西府。